# Vårruset
Vårruset är ett årligen återkommande löparlopp för kvinnor som anordnas i flera svenska städer. Loppet är fem kilometer långt. Loppet anordnades första gången 1989.